# Světlu vstříc
Světlu vstříc (včetně podtitulu Světlu vstříc: Humor umírá poslední) je český televizní seriál vydaný portálem iDNES KINO (dříve známý jako Playtvak.cz). Premiérový díl pořadu Světlu vstříc byl odvysílán 30. září 2018. Děj komediálního dramatu se odehrává v prostředí krematoria v Boru.

## Související díla
Dalšími pořady internetové televize iDNES KINO (Playtvak.cz) jsou Single Lady, Single Man, Vesničan, Za oponou či Taxikář.